# Терон, Уильям
Уильям Терон (15 ноября 1932 года, Гардентон, Манитоба, Канада — 12 марта 2018 года) — канадский предприниматель. Основатель города Каната, позднее ставшего частью Оттавы. Офицер Ордена Канады.

## Биография
Терон родился в небольшом поселении Гардентон в Манитобе 15 ноября 1932 года, получив при рождении имя Василь Терон (Wasyl Teron). Его родители были потомками переселенцев из Буковины, приехавших в Манитобу в 1890-е годы. Его прадед и оба деда занимались лесозаготовками. Когда Василю было 10 лет, семья переехала в Виннипег, а когда 18 — он переехал в Оттаву. Уильям Терон начал карьеру, проектируя дома для Civic campus и Ротвелл-хейтс (Rothwell Heights) в компании Чарлза Йоханнсена. В 22 года он спроектировал дом для генерального директора Defence Research Board Джима Скотта.
В 1956 году, после удачных продаж домов, спроектированных Уильямом Тероном для Линвуд-вилладж (Lynwood Village), он решил заняться строительством не только частных домов, но и полной инфраструктуры района. Этот план он пытался реализовать при строительстве Канаты, однако позднее сожалел, что ему далеко не всё удалось.
Газета Ottawa citizen назвала Уильяма Терона одним из большой тройки строителей, наряду с Гринбергами (Greenbergs of Minto) и Робертом Кампо (Robert Campeau), которые сформировали лицо послевоенной Оттавы. Терон занимался строительством Talisman Hotel и некоторых жилых районов, в частности, Бивербрук-коммьюнити (Beaverbrook community), Маккеллар-парк (McKellar Park), Линвуд-вилладж и Кваликум-Грэхэм-парк (Qualicum-Graham Park).
Он сдавал земли технологическим компаниям по цене обслуживания. В 1970 году Уильям Терон продал федеральному правительству промышленные территории в Торонто по номинальной цене под обещание создать парк на этих территориях. В 1972 году появился Харборфронт, оказавший значительное влияние на жизнь города. Терон принимал участие в перестройке многих зданий по всему миру. Он семь лет прожил в Санкт-Петербурге, принимая участие в реконструкции зданий государственного музея Эрмитаж.
С 1974 (по другим данным, с 1973) по 1979 годы Терон был президентом Central Mortgage and Housing Corporation. В область его интересов попадали частные домовладения, строения для рента, сельская недвижимость, а также некоммерческая недвижимость. Он принимал участие в развитии инфраструктуры таких городов, как Монреаль, Квебек, Гренвилль-Айленд в Ванкувере.
Уильям Терон стал почётным доктором права в университете Карлтона, почётным представителем Royal Architectural Institute of Canada, при этом никогда не учился архитектуре. В 1982 году он стал офицером Ордена Канады. В 2013 году удостоился награды Канадского урбанистического института (Canadian Urban Institute) Jane Jacobs Lifetime Achievement Award.
В 1955 году Терон женился на Джин Вудварк. На момент смерти у него было четверо детей и семь внуков.